# Lịch sử tàu ngầm

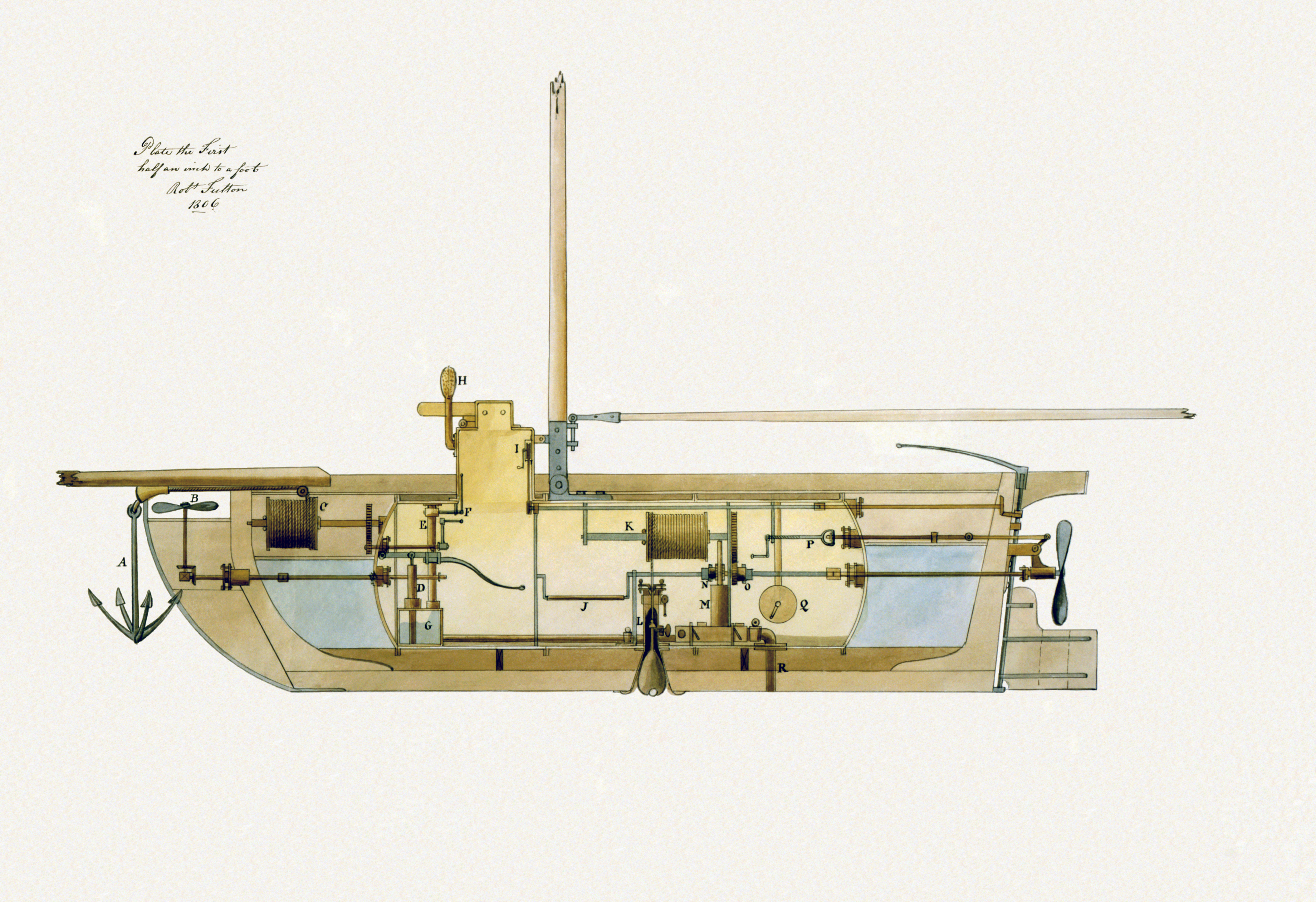
Chiếc tàu ngầm do Robert Fulton thiết kế năm 1806.

Lịch sử tàu ngầm bao gồm các niên đại và sự thật lịch sử liên quan đến tàu ngầm, tàu thuyền có người lái tự động hoạt động dưới nước.

## Buổi đầu phát triển
Tàu ngầm được phát triển nhanh từ khoảng thế kỷ 19, đặc biệt là qua hai trận Thế giới Đại chiến 1 và 2. Cơ chế vận hành dưới mặt nước là vấn đề chính và đã có rất nhiều phương cách được áp dụng. Cuối thế kỷ 19 những tàu ngầm đầu tiên được thử nghiệm chạy bằng khí nén và hơi nóng phát sinh từ phản ứng của các hóa chất làm quay máy chạy bằng sức ép của nước (tuabin). Tiếp đó, động cơ điện để chạy cánh quạt (chân vịt) đẩy tàu ngầm đi dưới mặt nước là phương cách vẫn còn dùng đến nay trong các tàu ngầm loại quy ước.

## Chiến tranh Lạnh
Tau` ngầm Diesel/điện di chuyển bằng động cơ Diesel trên mặt biển, đồng thời máy này sinh điện cho các bình tích điện để dùng lúc lặn dưới nước. Nhược điểm của hệ thống diesel/điện là tàu bắt buộc phải ở trên mặt biển để chạy máy nổ và không thể hoạt động xa vì mau hết điện nhất là nếu di chuyển với vận tốc cao dưới nước.
USS Nautilus của Hải quân Hoa Kỳ, năm 1954 khởi đầu cho thế hệ tàu ngầm nguyên tử. Lò phản ứng nguyên tử không cần dùng đến không khí, tạo ra nhiệt lượng cần thiết cho những tuabin hơi và tránh được nhu cầu phải thường xuyên nổi lên mặt biển. Tàu có thể ở một thời gian rất dài dưới mặt nước và chạy với vận tốc cao trên một hải trình dài hầu như vô tận. Hạn chế duy nhất của tàu ngầm là tiếp tế lương thực, và cho thủy thủ đoàn nghỉ ngơi hay được thay thế trong khoảng 3 tháng. Không cần đến sự tiếp tế nhiên liệu nhưng trung bình sau 25 năm, lò phản ứng nguyên tử cần được thay thế hoặc lấy đi chất thải và lấy nguyên liệu mới.
Từ 1958, Liên Xô hạ thủy chiếc tàu ngầm nguyên tử đầu tiên nhưng thế hệ tàu K-19 lúc đó đã gặp rất nhiều vấn đề, từ trục trặc kỹ thuật đến tai nạn phóng xạ của lò nguyên tử. Đến năm 1962, những tàu ngầm nguyên tử của Nga mới hoàn chỉnh và bắt đầu có tàu phóng hỏa tiễn chiến lược. Các tàu ngầm nguyên tử của hai phía Thế giới Tư bản và Cộng sản đã phát triển qua nhiều thế hệ, bao gồm cả loại tàu chiến thuật cũng như chiến lược, được coi như sản phẩm đặc biệt của Chiến tranh Lạnh.
Trong Chiến tranh Lạnh, lực lượng tàu ngầm nguyên tử là một trong 3 phương tiện của sức mạnh tấn công bằng vũ khí hạt nhân cùng với hỏa tiễn liên lục địa đặt trong hầm và máy bay oanh tạc tầm xa. Hỏa tiễn đặt trong hầm hay trên xe di chuyển là những mục tiêu khá dễ dàng để đối phương có thể theo dõi thường xuyên và máy bay cũng dễ bị phát hiện. Còn tàu ngầm nguyên tử chiến lược đi dưới mặt nước nhiều tháng khắp các đại dương rất khó biết đang ở nơi đâu và bất cứ lúc nào cũng có thể phóng đi một loạt hỏa tiễn mang đầu đạn hạt nhân tấn công mục tiêu mà không cần phải đến gần. Vào thời kỳ cao điểm Hoa Kỳ có 41 tàu ngầm phóng hỏa tiễn chiến lược rải rác thường trực ở các đại dương, được gọi là "41 cho Tự do".
Kể từ tàu ngầm Nautilus năm 1954, Hoa Kỳ đã chế tạo 4 thế hệ tàu ngầm nguyên tử, bao gồm thế hệ thứ hai, tàu ngầm hạng Skipjack, George Washington và Sturgeon; thế hệ thứ ba, tàu ngầm xung kích hạng Los Angeles và tàu ngầm chiến lược hạng Ohio; thế hệ thứ tư, tàu ngầm hạng Seawolf và mới nhất là hạng Virginia, tàu ngầm xung kích chiều dài 115 mét, lượng rẽ nước 7.900 tấn.

## Sử dụng tàu ngầm nguyên tử
Hạm đội tàu ngầm nguyên tử Liên Xô qua thập niên cuối thế kỷ 20 dần dần trở nên cũ kỹ lỗi thời, không có đủ ngân sách bảo trì và thay thế. Cuối thập niên 2000, chính phủ Nga cố gắng phát triển một thế hệ mới với một số ít tàu ngầm tân tiến hơn với hy vọng đáp ứng nhu cầu tương lai. Ngược lại Hoa Kỳ hãy còn khoảng 70 tàu ngầm nguyên tử bao gồm 20 tàu mang hỏa tiễn chiến lược và 50 tàu xung kích. Vấn đề là không phải chỉ có Nga, còn 4 nước khác tiếp tục gia tăng số tàu ngầm nguyên tử và ít nhất cũng sẽ trở thành điều lo ngại cho các hạm đội Hải quân Hoa Kỳ như Hạm đội 7.
Từ cuối thập niên 2000, Hải quân Hoa Kỳ để cho các tàu ngầm nguyên tử, với khả năng lặn sâu và đi xa dưới biển thi hành nhiều sứ mạng nghiên cứu hải dương phục vụ những công tác nghiên cứu khoa học như môi sinh và tình trạng địa cầu ấm dần. Và người ta hy vọng tương lai những tàu ngầm này sẽ không chỉ có vai trò đe dọa với những đầu đạn nguyên tử gây tàn phá khủng khiếp cho nhân loại.